# Зинтанские бригады
Зинтанские бригады (араб. مجلس العسكري لثوار الزنتان‎) — финансируемый правительством Ливии ряд вооруженных формирований, связанных с ливийским городом Зинтан и его окрестностями. Они сыграли большую роль в свержении Каддафи и, в настоящее время, активно участвуют в вооружённом конфликте на антиисламистской стороне. Считается, что повстанцы придерживаются умеренных и либеральных политических взглядов. Находятся в союзе с Ливийской национальной армией, но существуют автономно.
Зинтанские бригады отказываются выдавать сына Каддафи Саифа Каддафи ливийским властям. Однако 28 июля 2015 года стало известно, что суд Ливии приговорил Саифа к смертной казни, но сам Саиф аль-Ислам в зале суда не присутствовал и давал показания по видеосвязи из Зинтана, где его удерживает бригада.